# باشگاه فوتبال سبایل
باشگاه فوتبال سبایل (ترکی آذربایجانی: Səbail Futbol Klubu) یک باشگاه فوتبال در شهر باکو، جمهوری آذربایجان است.
این باشگاه که در سال ۲۰۱۶ تأسیس شده سابقه یک نایب قهرمانی در لیگ برتر فوتبال جمهوری آذربایجان را در کارنامه دارد.

## بازیکنان تیم

### بازیکنان فعلی
تا تاریخ ۱۶ سپتامبر ۲۰۲۰
| شماره |                       | پست       | بازیکن                           |
| ----- | --------------------- | --------- | -------------------------------- |
| ۱     | جمهوری آذربایجان      | دروازه‌بان | کامران آقایوف                    |
| ۲     | جمهوری آذربایجان      | مدافع     | آرسن آگابایوف (قرضی از تیم صباح) |
| ۳     | جمهوری آذربایجان      | مدافع     | توران منافوف                     |
| ۵     | جمهوری آذربایجان      | مدافع     | عادل نقی یف                      |
| ۶     | جمهوری آذربایجان      | هافبک     | اورخان قربانلی                   |
| ۷     | جمهوری آذربایجان      | هافبک     | میرصاحب عباسوف                   |
| ۸     | جمهوری دموکراتیک کنگو | هافبک     | شعار مبیدی                       |
| ۹     | مقدونیه شمالی         | هافبک     | فلوریان کادریو                   |
| ۱۰    | جمهوری آذربایجان      | هافبک     | ووگار بیوبارایوف                 |
| ۱۱    | جمهوری آذربایجان      | مهاجم     | رئوف علی اف                      |
| ۱۲    | جمهوری آذربایجان      | دروازه‌بان | شاهین زکی اف                     |
| ۱۳    | جمهوری آذربایجان      | هافبک     | علی صدیخوف                       |
| ۱۴    | جمهوری آذربایجان      | هافبک     | رحید امیرگلی اف (کاپیتان)        |
| ۱۶    | ایران                 | مدافع     | پیمان کشاورزی نظرلو              |

| شماره |                  | پست       | بازیکن                              |
| ----- | ---------------- | --------- | ----------------------------------- |
| ۱۷    | جمهوری آذربایجان | هافبک     | الچین رحیملی                        |
| ۱۹    | جمهوری آذربایجان | هافبک     | الگون نبی اف                        |
| ۲۰    | جمهوری آذربایجان | هافبک     | روسلان حاجی اف (قرضی از تیم قره‌باغ) |
| ۲۲    | جمهوری آذربایجان | هافبک     | افران اسماعیلوف                     |
| ۲۵    | جمهوری آذربایجان | دروازه‌بان | الخان احمد اف                       |
| ۲۶    | جمهوری آذربایجان | مدافع     | کمال گوربانوف                       |
| ۲۷    | آفریقای جنوبی    | هافبک     | هندریک اکستین                       |
| ۲۸    | جمهوری آذربایجان | مدافع     | مگساد ایسایف                        |
| ۲۹    | جمهوری آذربایجان | مهاجم     | امیل یونوف                          |
| ۳۰    | جمهوری آذربایجان | مدافع     | مراد گایالی                         |
| ۳۴    | جمهوری آذربایجان | مدافع     | عرفان عباسوف                        |
| ۷۷    | جمهوری آذربایجان | هافبک     | آدیلخان گرمادوف                     |
| ۹۶    | گواتمالا         | دروازه‌بان | نیکلاس هاگن                         |
| ۹۹    | جمهوری آذربایجان | مهاجم     | بهادر هازیف                         |